# 伽耶琴
伽耶琴（かやきん、カヤグム、加耶琴、伽倻琴、朝鮮語: 가야금）は朝鮮半島の伝統的な撥弦楽器。カヤッコ（朝鮮語: 가얏고）とも呼ぶ。

## 歴史
伽耶国の嘉悉王のもとで楽師の于勒により開発・演奏され、後に伽耶国が新羅に統合されたことに伴い、于勒とその弟子たちによって改良・完成され受け継がれたとする伝説が伝えられる。韓国を代表する絃楽器のひとつである。
日本にも奈良時代に新羅から伝わり、新羅琴と呼ばれて平安時代まで貴族の間で演奏されたと言われ、現在も奈良県の正倉院に保存されている。
古式の加耶琴は宮廷の正楽に使われ、風流加耶琴・正楽加耶琴・法琴などと呼ばれる。これに対して民間では新しい形式の加耶琴が発展し、これを散調加耶琴と呼ぶ。見た目の差として風流加耶琴は左端に羊耳頭と呼ばれる部品がついているのに対し、散調加耶琴では羊耳頭を欠く。

## 構造
青桐の胴体に絹の絃を張ったもので、長さは5尺（152センチメートル）、幅6寸8分（21センチメートル）で、尾はへの字形で、尾に絃を巻き付ける。基本は十二絃で、柱を有し、柱は岐稞ともいい、高さは1寸5分ないし1寸1分で、脚の幅は2寸ないし1寸4分である。
十二絃は1年の12ヶ月を表し、5尺は韓国の古典音階の5音を示し、裏面に開けられた紋様の穴は、それぞれ太陽、月、地球を意味し、宇宙を象徴していると言われる。
柱があり、右手の爪（日本の箏の爪のような用具は使わず素手の指を使う）で弾じ、左手で押手あるいは各種の色（いろ。ゆり、突きなど）を細かく行う。
調律法は楽時調（平調と界面調の2つ）、羽調（平調と界面調の2つ）、河臨調（清風体とも）の3つある（事実上5つ）。